# ГЕС Сан-Хосе II
ГЕС Сан-Хосе II (ісп. San Jose II) – гідроелектростанція, що споруджується в Болівії за чотири з половиною десятки кілометрів на північний схід від Кочабамби. Знаходячись після ГЕС Сан-Хосе I (введена в експлуатацію на початку 2018 року), становитиме четвертий і останній ступінь дериваційного каскаду у сточищі річки Еспіриту-Санту, лівого витоку Чапаре (впадає ліворуч  до Маморе, правого витоку Мадейри, котра в свою чергу є правою притокою Амазонки).
Відпрацьована на ГЕС San Jose I вода потрапляє у балансуючий резервуар Мігелето об’ємом 35 тис м3, котрий дозволятиме наступній станції щоденно працювати не менше шести годин з найбільшим навантаженням. З Мігелето ресурс прямуватиме через дериваційний тунель довжиною 6,7 км з діаметром 3,1 метра, який на початковому етапі перетинатиме Паракті по сифону на глибині більше 30 метрів. На завершенні тунелю знаходитиметься балансувальний резервуар висотою 93 метри, за яким починатиметься напірна ділянка довжиною 0,2 км з діаметром 2,3 метра. Далі траса виходитиме на поверхню та продовжуватиметься напірним водоводом довжиною 0,5 км з діаметром 2,2 метра.
Основне обладнання станції становитимуть дві турбіни типу Пелтон потужністю по 34,5 МВт, які при напорі у 369 метрів повинні забезпечувати виробництво 407 млн кВт-год електроенергії на рік. 
Для видачі продукції її напруга підніматиметься до 230 кВ.